# Societatea Ornitologică Română
Societatea Ornitologică Română (SOR) este o organizație neguvernamentală, nonprofit,  înființată în anul 1990, care reunește biologi și ornitologi din România, precum și persoane interesate de cunoașterea, cercetarea și conservarea păsărilor, a altor viețuitoare, a habitatelor și a mediului înconjurător și derulează activități pentru protecția păsărilor din România cu sprijinul membrilor, voluntarilor, pe bază de donații și proiecte.  În România, SOR este cea mai mare organizație non-profit și una din cele mai longevive organizații nonguvernamentale de profil în domeniul conservării vieții sălbatice, studiului păsărilor și habitatelor lor. Organizația urmărește totodată conștientizarea publicului în domeniul dezvoltării durabile, protecției biodiversității și a păsărilor. Din 2003, SOR sprijină Guvernul României pentru implementarea rețelei Natura 2000 în România. SOR gestionează Programul Zone Importante pentru Păsări (IBAs), studiul și protecția speciilor de păsări rare și periclitate, studiul migrațiilor păsărilor, monitorizarea anumitor specii de păsări, realizarea planurilor de acțiune pentru protecția speciilor. SOR împreună cu specialiștii asociației pentru Protecția Păsărilor și a Naturii „Grupul Milvus” au contribuit la desemnarea ariilor speciale de conservare avifaunistică din România. SOR are sediul central la Cluj-Napoca și două birouri regionale la București și Tulcea. Acoperirea națională este asigurată de 19 filiale și două grupuri școlare. Din 1997 este partener al BirdLife International. Trei proiecte ale SOR au fost premiate de Comisia Europeană

## Istoric
Ideea înființării unei societăți ornitologice române este mai veche, din perioada interbelică. Până și scriitorul Mihail Sadoveanu saluta inițiativa unor biologi de a se organiza. Însă nu a fost cazul atunci, SOR apărând abia după căderea regimului comunist. Un cerc de ornitologi (Szabó József senior, Dan Munteanu, Peter Weber, Szabó József jr. etc.) au constituit pe 23 februarie 1990  la Mediaș Societatea Ornitologică Română.  La această primă ședință a SOR au participat 25 de persoane - membrii fondatori. Așa a apărut SOR, prima organizație neguvernamentală de mediu din România și una dintre cele mai importante. De atunci SOR protejează păsările sălbatice și natura din România.  De la un grup mic de oameni care iubesc Natura s-a ajuns la o organizație mare cu 3 sedii,  19 filiale și două grupuri școlare, care contribuie la protecția naturii, la campanii de conservare a naturii și protecției mediului, la descoperirea de specii noi pentru România.

## Distincții
Trei din proiectele SOR au fost premiate de Comisia Europeană cu distincția "Best Project".
În 2010, SOR a fost premiată de Comisia Europeană cu premiul "Best project" pentru felul în care a implementat proiectul LIFE "Salvați pelicanul creț din  Delta Dunării".
În 2014, SOR este premiată cu premiul "Best project" din partea Comisiei Europene pentru proiectul "Conservarea acvilei țipătoare mici în România".
În 2015, SOR primește același premiu din partea Comisiei Europene pentru proiectul "Conservarea șoimului dunărean în NE Bulgariei, Ungaria, România și Slovacia"